# Quartier Saint-Thomas-d'Aquin
Quartier Saint-Thomas-d'Aquin är Paris 25:e administrativa distrikt, beläget i 7:e arrondissementet. Distriktet är uppkallat efter filosofen och teologen Thomas av Aquino (1225–1274).
7:e arrondissementet består även av distrikten Invalides, École-Militaire och Gros-Caillou.

## Kyrkobyggnader
- Saint-Thomas-d'Aquin
- Chapelle Notre-Dame-de-la-Médaille-Miraculeuse
- Chapelle de l'Épiphanie

## Profana byggnader
- Hôpital Laennec
- Hôtel Matignon
- Le Bon Marché
- Musée d'Orsay

## Parker
- Square Boucicaut
- Square Roger-Stéphane
- Jardin de Sciences Po

## Bilder
| - De fyra administrativa distrikten i Paris sjunde arrondissement. - Chapelle de l'Épiphanie. - Square Roger-Stéphane. |

## Kommunikationer
- Tunnelbana – linje  – Rue du Bac
- Busshållplats Rue du Bac – René Char – Paris bussnät